# Alla ricerca della Valle Incantata 8 - Avventura tra i ghiacci
Alla ricerca della Valle Incantata 8 - Avventura tra i ghiacci (The Land Before Time VIII: The Big Freeze) è l'ottavo film della serie Alla ricerca della Valle Incantata.

## Trama
Nuova ottava avventura di Piedino e i suoi amici. Di notte Ducky non riesce a dormire per colpa di Spike che russa e così di giorno Ducky è insonnolita e non riesce a seguire la lezione del signor Nasotozzo Pachyrhinosaurus, il quale è comunque interrotto da Piedino che ha molte domande al riguardo.
Il Signor Nasotozzo spiega le origini delle varie specie, la raccolta di cibo e infine il fatto che le code a lancia (stegosauri, di cui Spike è un esemplare) siano perlopiù migratori. Infine spiega che la specie che ha più facilità nella raccolta di cibo sono I "Corni Cavi"(parasaurolophus) che suonano così forte nei loro corni da far cadere le foglie; Piedino imita il suo con un tronco ma spaventa il signor Nasotozzo che fa cadere le foglie e un frutto dall'albero. I ragazzi più tardi riflettono su questa cosa ma decidono di giocare con il frutto, Tricky però si accorge che Ducky è strana e scopre che è arrabbiata con Spike e decide di insegnarle come essere arrabbiata, nel frattempo Spike conosce una piccola stegosauro di nome Tippi e la madre che lo invitano a fargli visita insieme ai genitori.
Piedino vede un "Colloquio Genitori-Insegnanti" tra il signor Nasotozzo e suo Nonno. Di notte il Nonno gli dice che non è arrabbiato e che Piedino deve solo rispettarlo e non privarlo della sua dignità; la stessa notte delle palline bianche (neve) cadono dal cielo. Ma quando lo spiega ai suoi amici e al signor Nasotozzo non gli credono, sostenendo che è un fenomeno che avviene perlopiù nelle zone fredde; più tardi mentre Ducky e le sue sorelle giocano in acqua Spike si sente escluso finché non arrivano Tippi e sua madre che fanno conoscenza con la madre di Ducky che gli spiega il motivo dell'adozione e accetta che Spike frequenti per un po'  i suoi simili con un po'  di disappunto (e gelosia) di Ducky. Infatti Spike trascorre sempre più tempo con Tippi trascurando Ducky e i suoi amici; finché il fenomeno visto da Piedino non avviene e stavolta arriva il "Primo Inverno Freddo" nella Valle Incantata.
L'intera Valle è ricoperta da una coltre di neve e gli adulti chiedono informazione a Nasotozzo e rimangono delusi quando scoprono che Piedino gliel'aveva detto. In compenso gli stegosauri danno informazioni al riguardo e poi inizia subito una battaglia di palle di neve. Purtroppo il clima nella valle diventa sempre più rigido e il cibo inizia a scarseggiare e pertanto si dà la colpa a Naso tozzo e gli stegosauri decidono di partire. Anche Spike viene convinto a partire, però Ducky si rattrista molto per questo e decide di seguire gli stegosauri per convincere Spike a tornare alla valle; la cosa viene scoperta da Piedino, Tricky e Petrie che decidono di seguirla insieme al signor Naso Tozzo, purtroppo Petrie si schianta contro una parete di neve causando una valanga che blocca la gola della valle.
Lungo il viaggio Ducky viene inseguita da un denti aguzzi Albertosaurus e viene alla luce il fatto che in realtà tutte le cose che il signor Naso Tozzo sa sono frutto di informazioni ricavate da altri. Nella valle gli adulti iniziano a cercare i piccoli, mentre Piedino e gli altri in cerca d'acqua trovano delle pozze d'acqua congelate nelle quali scivolano per poi spaccarle a causa del troppo peso. Scoprono però che l'acqua è calda e non è profonda trattandosi di una serie di Sorgenti calde dove trovano del cibo, il signor Naso Tozzo spiega poi il motivo delle sue bugie affermando anche che prima o poi Piedino lo avrebbe scoperto e privato della sua dignità. Di seguito trovano una strada per raggiungere la Valle e nel tentativo di raggiungerla vengono inseguiti dal dentiaguzzi che grazie a un intervento del signor Naso Tozzo viene fatto cadere in un baratro.
Di seguito, grazie alle loro urla riescono a sbloccare il passaggio e comunicano la loro scoperta gli adulti. Alle sorgenti vengono raggiunti dal branco di stegosauri grazie all'aiuto di Spike il quale però scivola e finisce in una sorgente di acqua profonda ma viene salvato tempestivamente dalla madre di Ducky. La mamma di Tippi capisce che Spike deve stare con la sua famiglia adottiva e consente comunque di venire a trovarli. Di seguito torna la Primavera nella Valle così che tutti possano tornare.

## Home Video
In Italia, il film è stato distribuito in VHS e DVD dalla Universal Pictures Home Entertainment il 28 novembre 2002.

## Doppiaggio
| Personaggio     | Doppiatore originale | Doppiatore italiano      |
| --------------- | -------------------- | ------------------------ |
| Piedino         | Thomas Dekker        | Sonia Mazza              |
| Petrie          | Jeff Bennett         | Davide Garbolino         |
| Ducky           | Aria Noelle Curzon   | Debora Magnaghi          |
| Tricky          | Anndi Mcafee         | Roberta Gallina Laurenti |
| Spike           | Rob Paulsen          | Pietro Ubaldi            |
| Tippy           | Jeremy Suarez        | Jenny De Cesarei         |
| Madre di Tippy  | Susan Krebs          | Milena Albieri           |
| Sig. Nasotozzo  | Robert Guillaume     | Maurizio Scattorin       |
| Nonna           | Miriam Flynn         | Annamaria Mantovani      |
| Nonno           | Kenneth Mars         | Antonio Guidi            |
| Madre di Ducky  | Tress Macneille      | Dania Cericola           |
| Padre di Tricky | John Ingle           | Marco Balzarotti         |
| Madre di Petrie | Tress Macneille      |                          |
| Coda-A-Lancia   |                      | Riccardo Lombardo        |
| Voce narrante   | John Ingle           | Raffaele Farina          |